# قلعه جامو
قلعه جامو (کره‌ای: 자모산성) یک قلعه سنگی است که قدمت آن به دوره گوریو برمی‌گردد. یکی از گنجینه‌های ملی کره شمالی، در اوجونگ-نی، پیونگ‌سونگ، استان پیونگان جنوبی واقع شده است.
محیط قلعه ۴۵۱ متر (۱٬۴۸۰ فوت) است و ارتفاع ۲٫۷ متر (۸ فوت ۱۰ اینچ). در طول حمله دوم مانچو به کره آسیب دید. بخش عمده‌ای از قلعه به دلیل باد و یخبندان در منطقه تخریب شده است. در طول زمان با نام‌های مختلفی از جمله سونگ‌سان‌سونگ، سونگ‌جائه‌سان‌سونگ، جاموسان‌سونگ و گادئونگ‌سان‌سونگ شناخته شده است.